# Keyhole Markup Language
KML (Keyhole Markup Language) que l'on peut traduire par « langage à base de balises géolocales » est un langage fondé sur le formalisme XML et destiné à la gestion de l'affichage de données géospatiales dans les logiciels de SIG. Depuis 2008, le format est normalisé par l'Open Geospatial Consortium.
Les fichiers KML utilisent le format COLLADA. Les fichiers KML peuvent également se présenter avec l'extension .kmz qui est la version zippée du fichier KML.

## Structure
Le fichier KML spécifie un ensemble de caractéristiques (lieu des marques, des images, des polygones, des modèles 3D, des descriptions textuelles, etc.) pour l'affichage dans Here Maps, Google Earth, Maps et Mobile, ou tout autre logiciel géospatial implémentant l'encodage KML. Chaque position est définie par sa longitude et sa latitude. D'autres données peuvent rendre la vue plus spécifique, comme l'inclinaison, le cap ou l'altitude qui définissent ensemble une « vue de la caméra », avec un horodatage. KML partage certaines structures grammaticales avec GML. Certaines informations KML ne peuvent être considérées dans Google Maps ou Mobile.
Les fichiers KML sont très souvent distribués dans les fichiers KMZ, qui sont des fichiers KML compressés avec une extension « .kmz ». Ceux-ci doivent être compressés et compatibles (ZIP 2.0), sinon le fichier .kmz pourrait ne pas être décompressé dans tous les GéoNavigateurs. Le contenu d'un fichier KMZ est un document KML unique à la racine et, éventuellement, des superpositions, des images, des icônes et des modèles COLLADA 3D référencés dans le KML y compris les fichiers KML réseau lié. Par convention, le document KML est un fichier nommé « doc.kml » au niveau du répertoire racine, qui est le fichier chargé lors de l'ouverture. Par convention, le document racine KML est au niveau de la racine et les fichiers référencés sont dans des sous-répertoires (par exemple les images pour des superpositions).

Voici un exemple de document KML : 
```
<?xml version="1.0" encoding="UTF-8"?>

<kml
 
xmlns=
"http://www.opengis.net/kml/2.2"
>

<Document>

<Placemark>

  
<name>
New
 
York
 
City
</name>

  
<description>
New
 
York
 
City
</description>

  
<Point>

    
<coordinates>
-74.006393,40.714172,0
</coordinates>

  
</Point>

</Placemark>

</Document>

</kml>

```

## Système de coordonnées
Le système de coordonnées géographiques de KML est basé sur des coordonnées en trois dimensions, dans l'ordre longitude, latitude et altitude, les valeurs négatives indiquant respectivement l'ouest du méridien de Greenwich, le sud de l'équateur et les altitudes sous le niveau moyen de la mer. Les longitudes et latitudes sont exprimées en degrés dans le système géodésique WGS 84. L'altitude est exprimée en mètres sur le géoïde EGM96.

## Applications utilisant KML
- embedMap
- Liste des logiciels SIG
- Globe virtuel
- infrastructure compatible Open Geospatial Consortium
- agopengps
- ArcGIS Explorer
- Feature Manipulation Engine (FME)
- Flickr
- Géoportail
- GeoConcept
- Google Earth
- Google Maps
- Bing Cartes
- Bing Maps for Enterprise
- Mapufacture
- Marble
- OpenLayers
- Platial
- World Wind
- Yahoo! Pipes
- SuperMap iServer (SuperMap IS) .NET et Java